# Лопатинка загострена
Лопатинка загострена (Scapania apiculata) — вид печіночників порядку юнгерманіальних (Jungermanniales).

## Поширення
Батьківщиною є Європа, Північна Америка, Азія.
Росте на гнилій хвойній деревині.

## Характеристика
Рослини мають довжину від трьох до п'яти міліметрів і жовто-зелені. Листя розділене навпіл на дві цілісні загострені частки. Кіль листа прямий або зігнутий. Клітини пластинки мають сильні трикутні кутові потовщення. Кожна клітина містить від п'яти до восьми масляних тілець. Виводкові тіла червонувато-коричневі, одноклітинні і виникають на кінчиках листків і кінчиках джгутикових пагонів.